# アルフレート・ヘットナー
アルフレート・ヘットナー(Alfred Hettner, 1859年8月6日-1941年8月31日)は、ドイツの地理学者。フンボルトによって確立された近代地理学を20世紀の近代科学の文脈に沿って編みなおしており、ハーツホーンとともに伝統的地理学の代表的な学者とされている。
地理学の中心を地誌学に置き、地域性にかかわる因果関係を科学的・実証的に解明することが地理学の本質的課題であるとした。ヘットナーによる地理学の本質や方法に認識論的な考察は、世界の地理学会に大きな影響を与えた。また、地理学者を志して大学に入学した最初の人物として知られている。

## 生涯
ドイツ・ドレスデンにて生まれ、18歳で地理学を学び始める。ハレ大学に入学後、ボン大学に移るが、教授がいないためにシュトラスブルク大学(現在のストラスブール大学)に移る。当地においては地理学のみならず、ヘットナーは哲学者・ハインリヒ・リッケルトらによって新カント派や新ヘーゲル主義などの哲学に親しみ、後の地理学研究にもこれらの影響を受けるものになった。学位取得後にボン大学に戻ると、フェルディナント・フォン・リヒトホーフェンの下で地理学を学んだ。その後、リヒトホーフェンがライプツィヒ大学に移るとヘットナーもライプツィヒに移るが、リヒトホーフェンがベルリン大学に移動したために、後任のフリードリヒ・ラッツェルの下で1887年に教授資格を取得し、同年の冬学期から教壇に立った。ライプツィヒ大学、チュービンゲン大学を経て、ハイデルベルク大学。1903年にハイデルベルク大学で正教授となる。1928年に退官、名誉教授。
また、1920年から1931年まではドイツ植民地会社の代表にもなっている。またヘットナーはGeographische Zeitschrift(地理学雑誌)という学術雑誌も創刊しており、これは現在でもドイツにおいて重要な地理学の学術雑誌として知られている。
1941年にハイデルベルクにおいて82歳にて死去。

## 研究
世界中に調査旅行を行い、中米やロシア、北アフリカ、東アジアなど各地に調査に行っている。なお1913年には日本を訪れ、長野県の上高地においてそれまで日本には存在しないと考えられていた氷河による擦痕を残していたとされる巨石を見つけ、当時の日本の地理学において一大論争となった、いわゆる「低位置氷河説」のきっかけを作った。(このきっかけの石はヘットナーに因みヘットナー石と呼ばれている。)
人文地理学・自然地理学の双方に通じ、地理学は地表面におこる現象地域分布を捉えるのではなく、その奥にある本質的な部分にまで考察の対象にすべきだと考えた。彼のこうした地理学に対する考えは、彼の著「地理学-歴史・本質・方法」(Die Geographie, ihre Geschichte, ihr Wesen und ihre Methoden)に述べられており、この著作は後の地理学方法論にも影響を与えた。

## 評価・影響
- ヘットナー自身は、アレクサンダー・フォン・フンボルトとカール・リッターを地理学の近代化に貢献したとして高く評価している一方でフリードリッヒ・ラッツェルには批判的であった[6]。
- アメリカの地理学者リチャード・ハーツホーンは、ヘットナーの方法論がドイツの地理学における論争に終止符を打ったと評価する一方で[7]、ヘットナーが時間を空間の背後に置いたことについて、内外から手厳しい批判があったとしている[8]。

## 著作
- 『地理学-歴史・本質・方法』(Die Geographie, ihre Geschichte, ihr Wesen und ihre Methoden. 1927）平川ほか訳，古今書院，2001年　ISBN 4-7722-1412-7